# The Public Life of Henry the Ninth
Pour plus de détails, voir Fiche technique et Distribution.
The Public Life of Henry The Ninth est un film britannique de Bernard Mainwaring, sorti en 1935. Ce film fait partie de la liste BFI 75 Most Wanted.

## Fiche technique
- Titre : The Public Life of Henry The Ninth
- Réalisation : Bernard Mainwaring
- Scénario : Bernard Mainwaring
- Production : Henry Passmore
- Pays de production :  Royaume-Uni
- Genre : Comédie
- Format : noir et blanc — 35 mm — 1,37:1
- Durée : 60 minutes
- Date de sortie : janvier 1935

## Distribution
- Leonard Henry : Henry
- Betty Frankiss : Maggie
- Dorothy Vernon : Mme. Fickle
- Aileen Latham : Liz